# The Fur Trimmed Coat
The Fur Trimmed Coat è un cortometraggio muto del 1916 diretto da Rupert Julian.

## Produzione
Il film, prodotto dalla Universal Film Manufacturing Company (come Laemmle), fu girato negli Universal Studios al 100 di Universal City Plaza di Universal City.

## Distribuzione
Distribuito dalla Universal Film Manufacturing Company, il film - un cortometraggio in una bobina - uscì nelle sale cinematografiche statunitensi il 30 maggio 1916.